# 新荣镇 (北流市)
新荣镇，是中华人民共和国广西壮族自治区玉林市北流市下辖的一个乡镇级行政单位。

## 行政区划
新荣镇下辖以下地区：
新荣村、大同村、振新村、六华村、扶中村、五常村和毓山村。